# シプロテロン
シプロテロン(Cyproterone)は、ステロイド系の抗アンドロゲン剤であるが、未だ市販されたことはない。アセチル化誘導体（酢酸エステル）である酢酸シプロテロンは、抗アンドロゲン剤及びプロゲスチンとして臨床用に広く用いられる。
単に「シプロテロン」と言った時には、酢酸エステルである「酢酸シプロテロン」を指す場合もある。日本においては過去に発売例はあるものの、理由は特に示されず2000年5月31日に販売が中止されている。なお同薬剤には静脈血栓塞栓症のリスクが高いこと、肝毒性および肝不全のリスクがあり死亡等の重篤な転帰をたどる症例報告が多いことが指摘されている。